# Sengejskij
Sengejskij (in russo: остров Сенгейский) è un'isola nel mare della Pečora, Russia. Amministrativamente appartiene al Zapoljarnyj rajon del circondario autonomo dei Nenec, nell'Oblast' di Arcangelo (circondario federale nordoccidentale).

## Geografia
Sengejskij si trova nello stretto Pomorskij  che separa l'isola di Kolguev dalla costa continentale (costa del Timan). L'isola ha una forma allungata, leggermente a mezzaluna, è parallela alla costa e separata da quest'ultima dallo stretto Sengejskij, dove sfocia il fiume Seng'jacha (рекa Сенгьяхa). Sengejskij ha una formazione sabbioso-argillosa, è ricoperta di erba e muschio, priva di alberi. L'isola ha una lunghezza di circa 30 km e una larghezza massima tra i 5 e i 7 km, l'altezza raggiunge i 50 m nella parte centrale. Sulla terraferma, di fronte alla sua estremità occidentale c'è una stazione meteo, la Sengejskij Šar (Сенгейский Шар), dal lato opposto, di fronte l'estremità orientale, un gruppo di capanne disabitate denominato Nižnij Šar (Нижний Шар). Ci sono piccoli isolotti senza nome in prossimità delle estremità dell'isola.